# Vasconcellea pubescens
Vasconcellea pubescens és una dicotiledònia de la família de les caricàcies nadiua de les zones muntanyoses del nord-oest d'Amèrica del Sud. Per eixa zona rep diversos noms vernacles, com ara papaia de muntanya, chamburo o papayuelo.

## Etimologia
- Vasconcellea: va ser nomenada en honor al Pare Simão de Vasconcellos, un jesuïta que va viure al Brasil (1672).[2]
- pubescens: de principis del segle xv, "l'arribada o l'assoliment de la pubertat", del llatí medieval pubescentia, substantiu abstracte del llatí pubescentem (nominatiu pubescens), participi present de pubescere "créixer; madurar, arribar a la maduresa; aconseguir l'edat de la pubertat, arribar a pubertat", de pubes "adult, borrissol púbic". L'ús biològic en referència a la vellositat o la suavitat és en 1760 de plantes, 1826 d'insectes, etc.[3]

## Noms vernacles
Hi ha una considerable confusió entre els noms comuns i la nomenclatura botànica, la qual cosa dificulta l'estudi i classificació d'aquest gènere. El mateix nom comú pot aplicar-se a diferents espècies depenent la regió.
Alguns dels noms col·loquials són chilacuán, chilguacán, papaya de olor, papaya de tierra fría, papayuela, papayuela maligna, papayuelo, tapacú, tapaculo papayo, tapaya de altura, chamburo, chilicuan, papaya de tierra fría, papaya silvestre, papayote, tapaculo, papayito de los Andes, higuillo.

## Història
Tots els papaiers de muntanya són parents pròxims de la famosa papaia. Fins fa poc les seues 21 espècies es consideraven dins del mateix gènere que aquesta (Carica), però la revisió taxonòmica en base als estudis genètics les situa ara en un gènere propi, Vasconcellea.
La diversitat genètica d'espècies i cultivars indica que la seua zona de domesticació van ser els Andes equatorials, en el que l'actualitat és Colòmbia i l'Equador. No hi ha dades més específiques sobre el seu ús en temps precolombins.
Fins fa unes dècades era comú veure aquests arbres en els horts rurals i als patis urbans de ciutats com Quito. Des de llavors, el seu ús s'ha declinat considerablement, fins al punt d'haver desaparegut en algunes regions.

## Descripció
Faneròfit caducifoli que es caracteritza per ser una planta amb una tija semillenyosa que pot créixer de 3 a 10 metres. Aquesta és poc ramificada, presenta nombroses cicatrius foliars, a més està buida, i en, un sentit estricte, manca de fusta real (xilema secundari lignificat). Les fulles s'acumulen en la part superior de la tija, presenten un llarg pecíol d'uns 15-45 cm, són palmades i profundament lobulades amb 5-7 lòbuls i amb la nervadura prominent. Un tret que caracteritza a aquesta espècie, i li dona nom al seu epítet, és la presència de pubescència en la majoria dels seus òrgans, especialment en la part inferior de les seues fulles. Pel que fa al seu sistema reproductiu, es coneix que la majoria de plantes són dioiques i poden existir tres formes sexuals de les flors: pistil·lades, estaminades i hermafrodites, és a dir, poden ser monoiques (individus bisexuats) i dioiques (individus masculins i femenins). En termes morfològics, les flors femenines tenen cinc pètals grossos de color blanc o groc, axil·lars, molt fragants i solen presentar-se solitàries o agrupar-se en xicotets cimes, mentre que les flors masculines s'agrupen en panícules, considerablement més xicotetes que les femenines, i de color blanc o verd. Les flors tenen la capacitat de canviar de sexe anualment a causa dels canvis climàtics. El fruit té 6-15 cm de llargària i 3-8 cm d'amplària i la superfície solcada amb grans crestes, és ovoide o prolat, de color verd quan és immadur que canvia a taronja en assolir la maduresa. La polpa del fruit és molt sucosa, groga, dolça, d'aroma afruitat i sabor lleugerament àcid. Tant la tija com el pecíol, flors i fruits immadurs secreten làtex quan presenten talls o ferides. Les llavors, unes 6-20 per fruit, són fusiformes amb projeccions arredonides, de 4-5 mm de llargària, 3-3'5 mm d'amplària. El seu nombre cromosòmic és 2n =18.
En zones fredes la fructificació es presenta de primavera a tardor, no obstant això, en zones càlides ocorre durant tot l'any. El període de maduració és de 3-4 mesos en zones fredes. El fruit presenta un rendiment de polpa comestible del 46%. A més, posseeix un 5-7% en quantitat total de sucres i un alt contingut de l'enzim papaïna. Les plantes inicien la producció de fruits a partir dels dos anys, sent la producció anual mitjana de 50-60 fruites per planta.
El làtex de diferents espècies de caricàcies mostren diferents composicions de proteases. Tot i això, les més importants són la papaïna, quimopapaïna, caricaina i glicilendopetidasa.

## Distribució i hàbitat
Es tracta d'una espècie nativa de Bolívia, Colòmbia, l'Equador, Panamà, el Perú i Veneçuela, i que ha sigut introduïda en altres països de clima tropical com ara Costa Rica, l'Índia, Arxipèlag Juan Fernández, el nord de Nova Zelanda, Ruanda i Sri Lanka.
Colòmbia compta amb la major diversitat d'espècies del gènere Vasconcellea, amb aproximadament 10 espècies les que s'han registrat al país.
A nivell internacional, aquest xicotet arbust és l'únic parent de la papaia que s'ha registrat com a mala herba. La papaia de muntanya s'ha naturalitzat a Nova Zelanda, on es troba en comunitats disperses obertes i de matolls a l'illa nord. Es considera que és «moderadament invasiu» en algunes àrees tropicals.

## Taxonomia
És una espècie taxonòmicament problemàtica, va ser descrita per primera vegada l'any 1864 per Alphonse Pyrame de Candolle a Prodromus systematis Naturalis Regni Vegetabilis (1864).
El nom del gènere honra al clergue brasiler Simão de Vasconcellos (1672). Posteriorment a la primera descripció, Hermann zu Solms-Laubach va transferir temporalment el gènere al gènere Carica. Va passar per alt el fet que Peter Joseph Lenné i Karl Heinrich Koch ja havien descrit Carica pubescens basant-se en el material que els va enviar Józef Warszewicz. El botànic veneçolà Víctor Manuel Badillo va notar l'homonímia en la seua revisió del grup, en la qual va recuperar el gènere Vasconcellea de la sinonímia. Com no tenia material d'herbari de De Candolle, va triar el nom substitut Vasconcellea cundinamarcensis (com a correcció ortogràfica, després de Cundinamarca, derivat de Carica candamarcensis, un nom esmentat per Joseph Dalton Hooker en un catàleg) per a Carica pubescens. De fet, tanmateix, les plantes van resultar ser idèntiques en les seues característiques durant els controls posteriors, per la qual cosa el nom introduït Vasconcellea pubescens és taxonòmicament vàlid. La confusió causada per això continua fins al dia d'avui, per la qual cosa l'espècie pot esmentar-se en nombrosos treballs sota tots dos noms. Les espècies Vasconcellea pubescens, Vasconcellea longiflora, Vasconcellea stipulata i Vasconcellea goudotiana difícilment poden distingir-se entre si en una comparació purament morfològica de caràcters vegetatius a causa de combinacions superposades de caràcters. No obstant això, segons les dades genètiques, són espècies diferents. A més, les plantes designades i cultivades com a papaia de muntanya (Vasconcellea spp.) no sempre es refereixen a aquesta espècie, sinó a vegades també a altres representants del gènere. Una espècie a la qual sovint es fa referència com "babaco" es cultiva comunament, botànicament coneguda com a Vasconcellea × heilbornii. Segons Víctor Manuel Badillo, és un híbrid natural entre Vasconella pubescens i Vasconella stipulata. L'evidència d'hibridació natural i introgressió entre espècies de Vasconcellea (Caricàcies) del sud de l'Equador revelada per marcadors cloroplastics, mitocondrial i ADN nuclear. En Anals de Botànica (B. van Droogenbroeck), però, va revelar una història més complexa, segons la qual altres espècies degueren estar involucrades en l'origen d'aquest clan, en alguns espècimens no es van trobar marcadors genètics de Vasconella pubescens. Vasconcellea × heilbornii s'ha exportat com a cultiu a nombroses regions, incloses Nova Zelanda, Austràlia, Sud-àfrica i el sud d'Europa.

## Composició
El fruit presenta alts nivells de vitamina A, i carotenoides com luteïna i zeaxantina, que afavoreixen la baixa incidència de cataractes i la degeneració macular. Així mateix, conté elements com a calci, fosfat, ferro, magnesi, àcid fòlic, fibres i d'enzims proteolítics.
Pel que fa als compostos volàtils dels fruits, els components majoritaris són els èsters (69'43%), seguits pels alcohols (19'19%), àcids (2'67%), hidrocarburs (0'78%), cetones (0'32%) i aldehids (0'14%).

## Agronomia

### Cultiu
Tot i ser una planta d'elevacions més altes de fins a 3000 metres, amb precipitacions ben distribuïdes en els tròpics, es pot cultivar en elevacions més baixes i també en les zones subtropicals i temperades càlides, essencialment lliures de gelades. Creix millor en àrees on la precipitació mitjana anual és de 1000-1700 mm, però tolera un rang de 2800-500 mm. Prefereix una temperatura mínima mitjana de 17 °C i una màxima de 22 °C, però pot tolerar un rang de 10 a 28 °C. Les plantes poden tolerar gelades ocasionals de curta durada fins aproximadament -3 °C quan estan inactives, però només -1 °C en entrar en creixement.
Requereix un sòl fèrtil i ben drenat i una posició assolellada però protegida. Les plantes establides poden tolerar sequeres prolongades. Prefereix un pH en el rang de 6-7, però pot tolerar 4'5-8'4. Les plantes poden començar a produir fruits en només 2 anys des de la llavor. Un sol arbre pot produir de 50 a 60 fruits a l'any. El fruit d'aquesta espècie té potencial ús comercial en la zona temperada càlida.

### Fecundació
Aquesta espècie exhibeix plantes dioiques (mascles i femelles) i monoiques (bisexuades). La planta monoica té una inflorescència polígama, és a dir, flors femenines, masculines i bisexuals. L'expressió floral va variar segons l'època de l'any, la qual cosa podria estar influenciat per algunes variables ambientals. Hi ha un baix nombre de flors bisexuals que es poden observar principalment a la primavera i estiu quan són funcionals i donen lloc a fruits deformats. Les plantes monoiques, especialment a principis de primavera, només poden tindre flors mascle, per la qual cosa l'eliminació de les plantes indesitjables (mascles) en la post-sembra s'ha de realitzar a principis d'estiu quan s'observen per primera vegada les flors femenines. El pol·len de les flors masculines de les plantes monoiques mostra la mateixa germinació que el de les plantes masculines, i el percentatge de germinació de pol·len és major a l'estiu que a la primavera. Totes dues situacions implicarien que les plantes mascle poden ser excloses dels horts productius.
Cal una investigació profunda sobre aquesta espècie. Seria ser important estudiar l'expressió genètica dels monoiques plantes de papaia de muntanya cultivades, així com avaluar les seues possibles respostes epigenètiques. D'igual forma, un estudi comparatiu entre V. pubescens trobada a Xile i el centre d'origen de Vasconcellea podria indicar si la naturalització d'aquesta espècie sotmesa a endogàmia és la causa de la diferenciació floral reportada en plantes monoiques.

### Propagació
Les llavors se sembren en recipients apartats de la llum directa. Germinen millor a una temperatura al voltant de 24-30° C en 2-6 setmanes. Cal canviar-les a una posició assolellada quan les plantes tinguen al voltant de 2 setmanes d'edat, i ser trasplantades permanentment quan les plantes siguen prou grans (dos parells de fulles vertaderes).

### Varietats i híbrids
V. pubescens és interfèrtil amb altres papaies de muntanya, la qual cosa li atorga un gran potencial de reproducció. És un dels parentals de la papaia 'babaco', un cultivar híbrid àmpliament cultivat per a la producció de fruites a Amèrica del Sud i en parts subtropicals d'Amèrica del Nord.
El virus de la taca anul·lar de la papaia (PRSV) presenta un problema important per a la producció de papaia arreu del món. Per contra, s'ha informat constantment que V. pubescens és resistent a PRSV-P. S'han realitzat intents d'introduir aquesta resistència en C. papaia a través de la hibridació, que fins ara han portat al desenvolupament d'híbrids F1 resistents i vigorosos, però estèrils. Dites híbrides també van demostrar resistència a la taca negra (Asperisporium caricae). La tolerància al fred en V. pubescens també s'ha observat com un tret d'interés per a la millora del papaier.

### Fitòfags i malalties
Cal estar a l'aguait amb les plagues i malalties, en particular, les plantes cultivades sota vidre. A més, vaja amb compte amb: la taca negra de la fulla, el virus del mosaic de la papaia (PapMV), l'antracnosi, l'oïdi, la mosca de la fruita de la papaia (Toxotrypana curvicauda), l'aranya roja i la mosca blanca de la papaia (Trialeurodes variabilis). El fong Phytophthora causa marcescència, podriment de l'arrel, podriment de la tija, anellat de la tija i podriment de la fruita.

## Usos
La papaia de muntanya presenta un alt contingut en papaïna (un enzim proteolític) emprat en l'agroindústria, indústria tèxtil i farmacèutica. A més, és una espècie d'alt valor genètic que s'empra en el millorament de la papaia en incorporar gens resistents a diferents virus. La papaïna és utilitzada igualment en gastronomia i la indústria alimentària per a ablanir les carns, així com el cuir en la indústria tèxtil, a més de ser un ingredient per a la indústria cervesera i begudes tradicionals. En la indústria de productes lactis, per a l'elaboració de formatges, substitueix al quall animal i per a l'enriquiment de proteïnes de cereals. En cosmetologia s'utilitza per a l'elaboració de cremes, per la seua capacitat d'aclarir taques dèrmiques i poder cicatritzant. També s'empra com a menjar per a animals domèstics.

### Gastronomia
Es consumeix cuinat encara que alguns exemplars es poden menjar crus, però en general és millor preguntar abans als locals o provar un mos xicotet, si hi ha cremor en la boca és preferible cuinar-lo. Crua pot causar la deshidratació de l'intestí gruix, d'ací un altre nom comú, 'tapaculo'. Els peus que donen fruits que es poden menjar crus, donen un excel·lent suc. Sempre es pot cuinar per a fer infusions, dolços, farcit de pastissos, almívars, salses, guisats, melmelades i gelees. S'usa com a additiu en pastisseria per diverses comunitats andines.
Per a preparar l'aromàtica colombiana, a Bogotà tallen trossos de diferents fruites com per exemple maduixa, pinya, kiwi, feijoa, papaia de muntanya, maracujà, herba-sana, herba llimona, mora, entre altres i els deixen reposar en aigua calenta (quasi bullint) fins que l'aigua agafe sabor.
Encara que les postres d'avui dia tenen el seu origen quasi tots a Espanya, durant el segle xix van ingressar algunes preparacions franceses i durant el segle següent les migracions provinents de països orientals com Turquia i Líban. Com a resultat de la fusió d'aquestes cultures, van sorgir centenars de dolços i postres en els quals s'aprofiten especialment les exòtiques fruites tropicals de cada regió. El "dulce de papayuela" és un d'aquests dolços típics de les regions del centre de Colòmbia (Cundinamarca, Boyacá, Santander) i alguna del sud (Departament de Nariño).

### Medicinal
També els fruits, llavors, arrels, i extractes de papaia tenen un ampli ús en medicina tradicional i moderna, entre els quals destaquen, ús dental, antiparasitari, dispèpsia, digestiu, problemes estomacals, reumatisme, asma, sífilis, febres, incloent malària, defectes i accidents en la pell, úlceres, i tumors. A l'altiplà colombià se sol preparar una decocció d'aquesta fruita, juntament amb mora i saüc per a la tos i la grip. Estudis sobre diferents maneres d'assecar la papaia de muntanya han trobat potencial antioxidant i antidiabètic, així com propietats antimicrobianes. El seu exsudat s'usa sobre berrugues per a eliminar-les.

### Toxicitat
El consum de la carn crua pot causar restrenyiment greu, l'exsudat que resulta de ferir la planta collir la fruita o pelar-la és un irritant cutani.

## Propietats
La papaïna té la propietat de digerir les proteïnes i àcids grassos dels aliments. En efecte, la major quantitat de papaïna es troba en el làtex de tiges, fulles i fruits verds. Per a la salut humana, la papaïna presenta les següents propietats:
– Estimula la producció de sucs pancreàtics afavorint la digestió de menjars pesants, reducció de greixos i desintoxicació natural.
– Preveu problemes gastrointestinals, colitis i còlon irritable.
– Efecte astringent intestinal alleujant problemes estomacals causades per aliments greixosos.
– Afavoreix la perduda de pes a causa del contingut de fibra. La fibra col·labora amb una digestió sana.
– Propietats antiinflamatòries utilitzada per al tractament d'hematomes i edemes produïts per colps i excoriacions.
– Es recomana per a l'alleujament d'afeccions bronquials i de la pell, com a èczemes, psoriasis i picades d'insectes.
– Promou la formació de dents i ossos forts a causa de l'aportació de calci.
– Com a font de betacarotè contribueix en el manteniment de la salut visual.
– Efecte vermicida, ja que té la propietat de destruir i facilitar l'expulsió de cucs i paràsits intestinals.
– Les llavors presenten alt contingut d'àcid oleic (omega 9) el qual afavoreix l'eliminació i acumulació de grassos en els vasos sanguinis, millorant la salut cardiovascular.

## Galeria

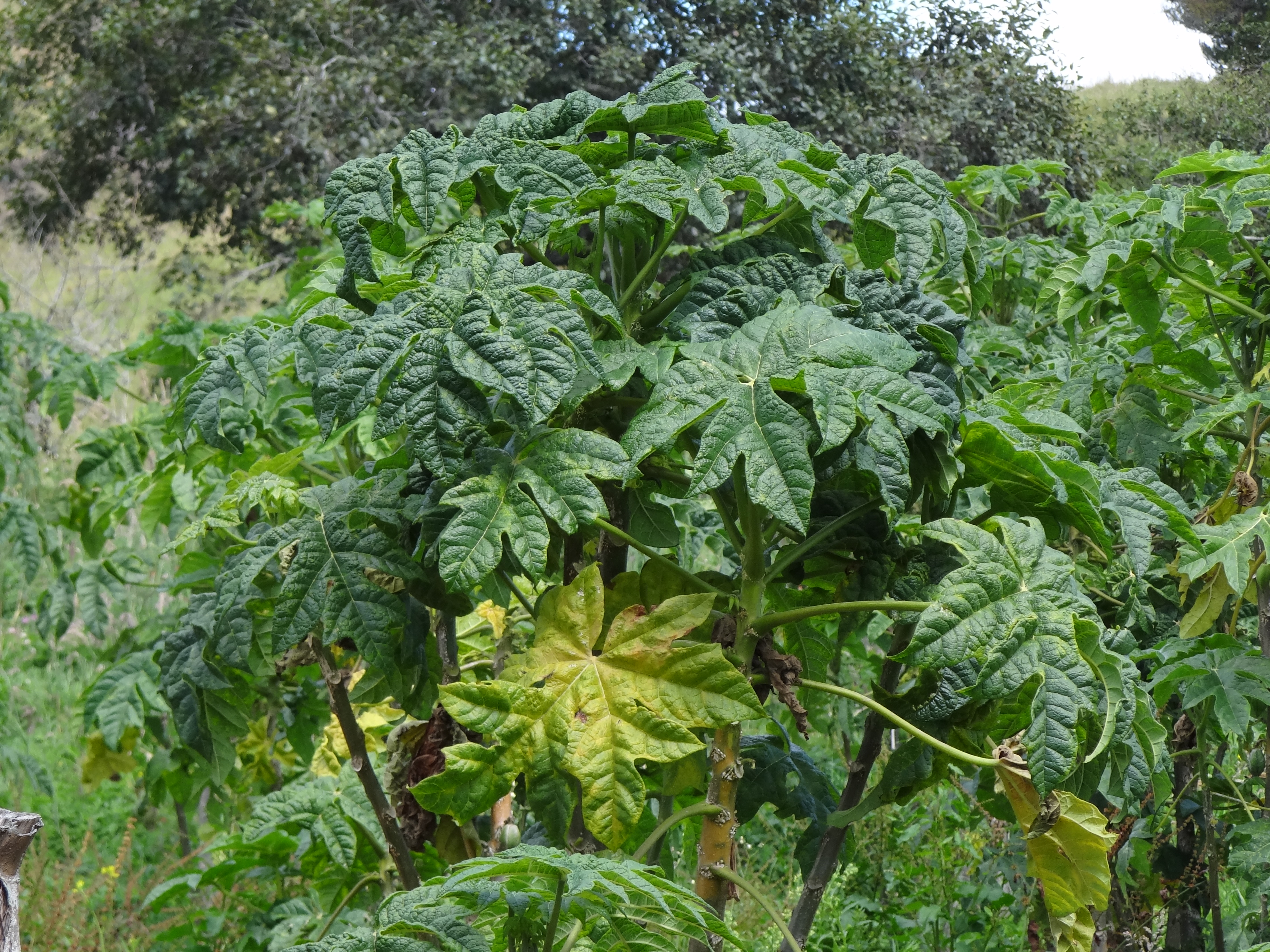
Individu jove
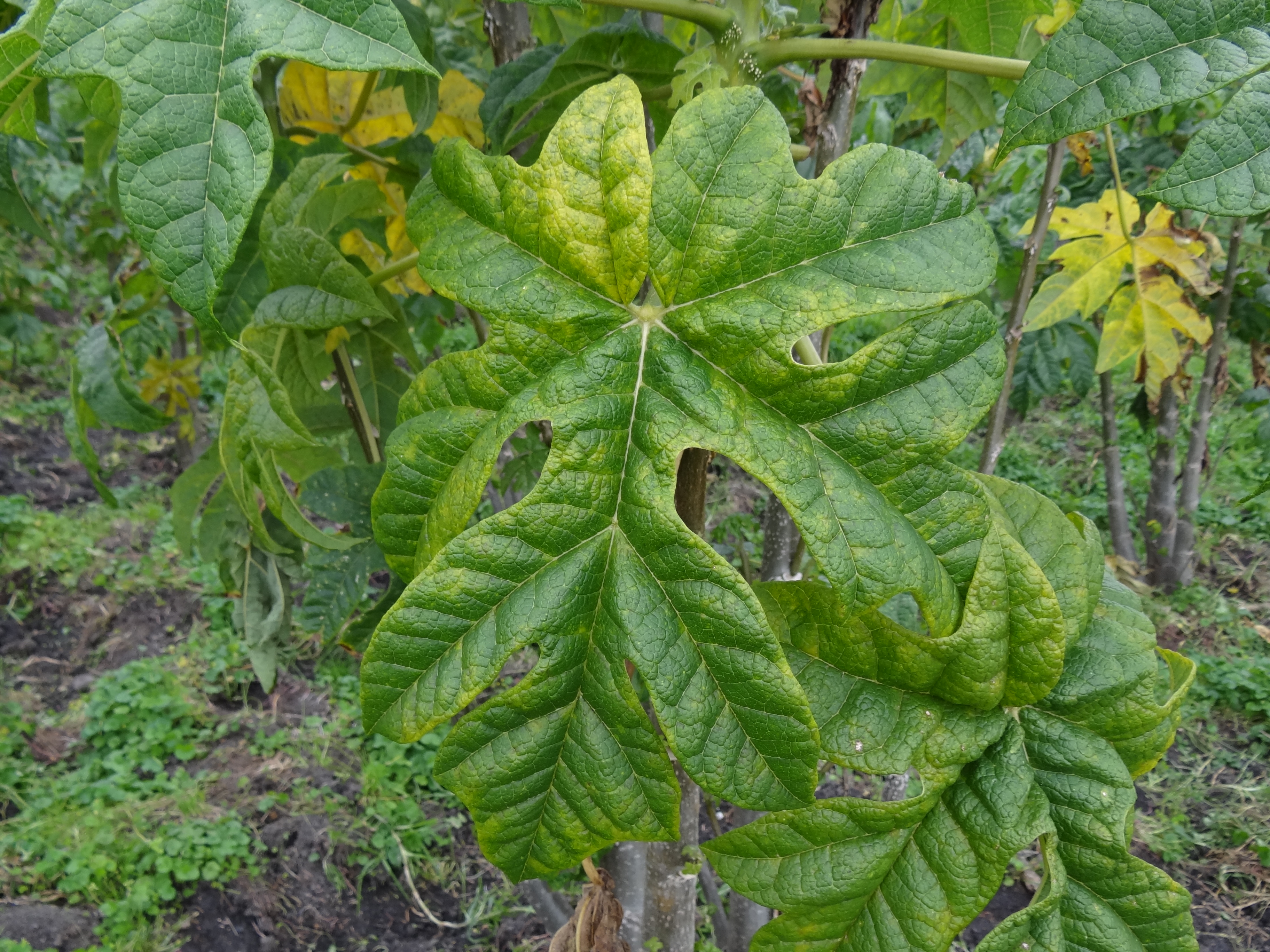
Fulla
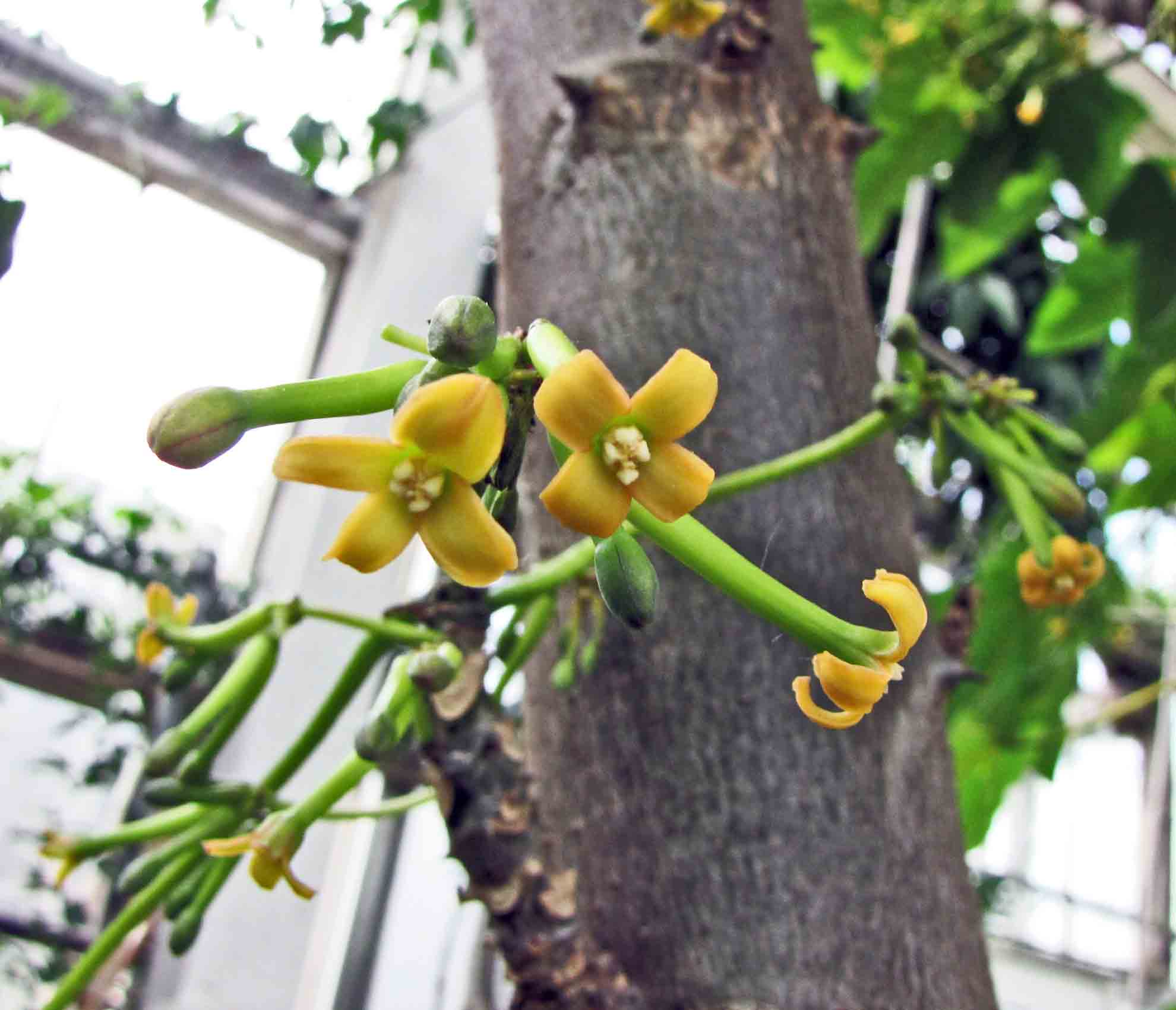
Flors
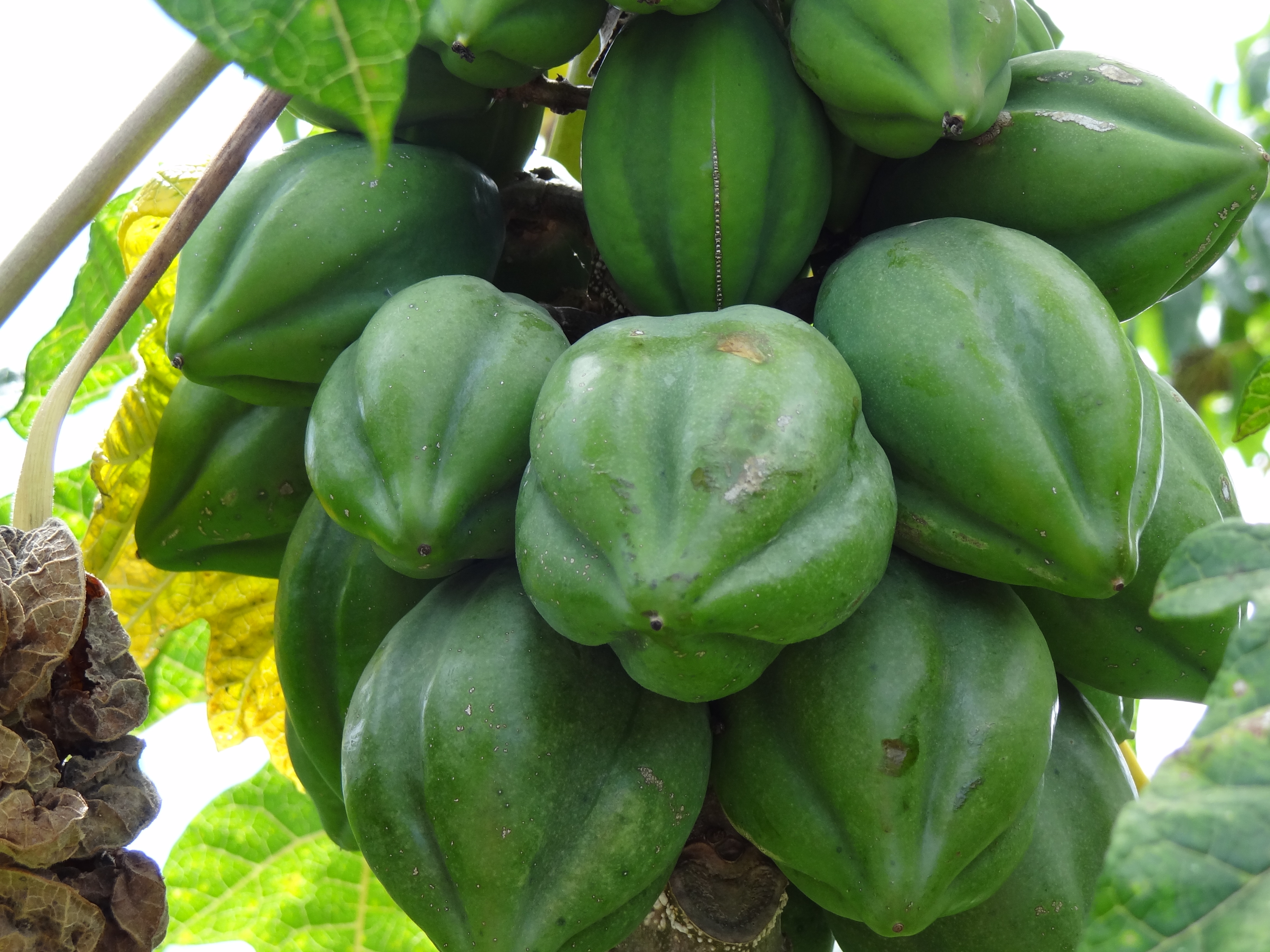
Fruits immadurs
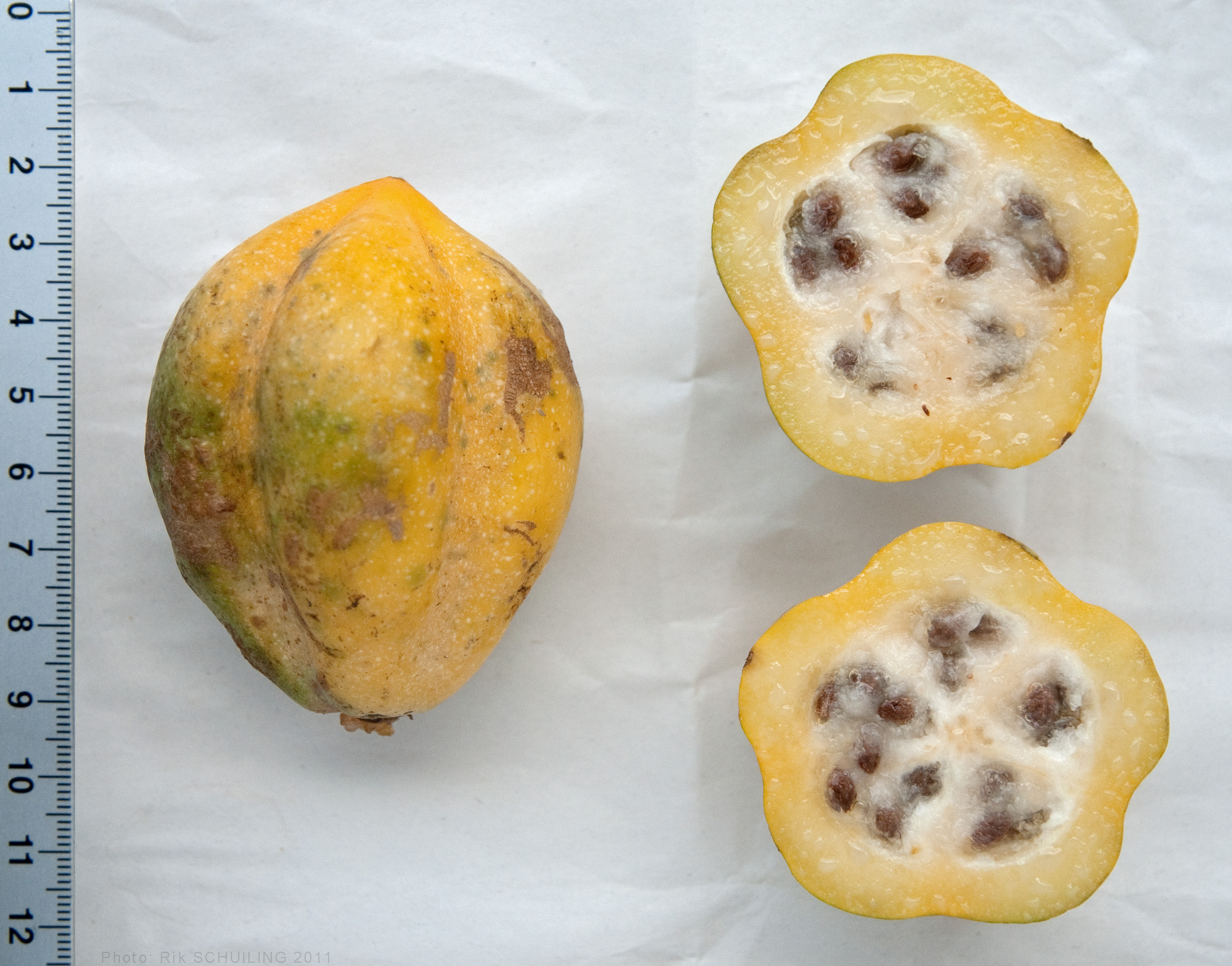
Fruit (dissecció)
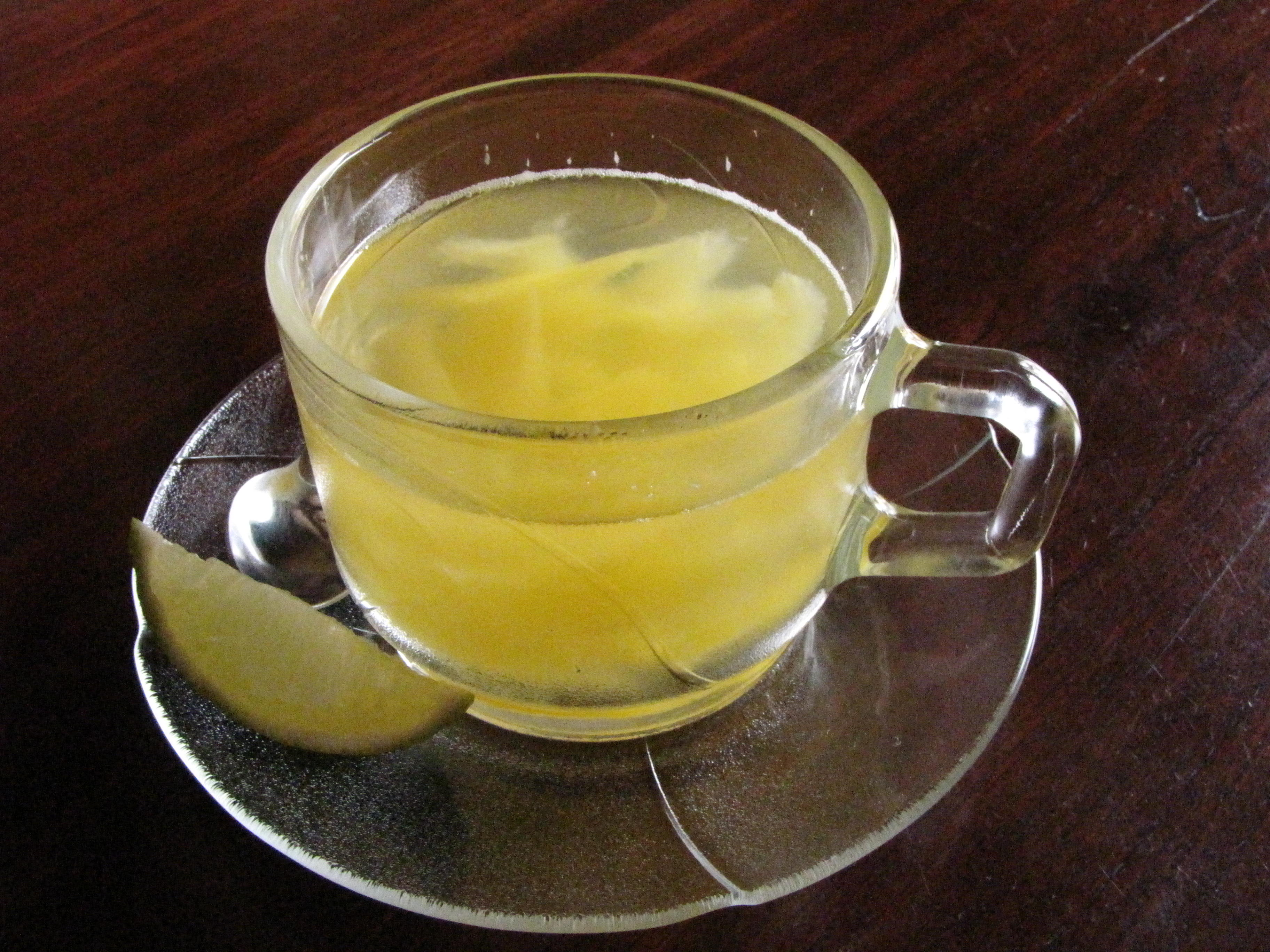
Aromàtica colombiana
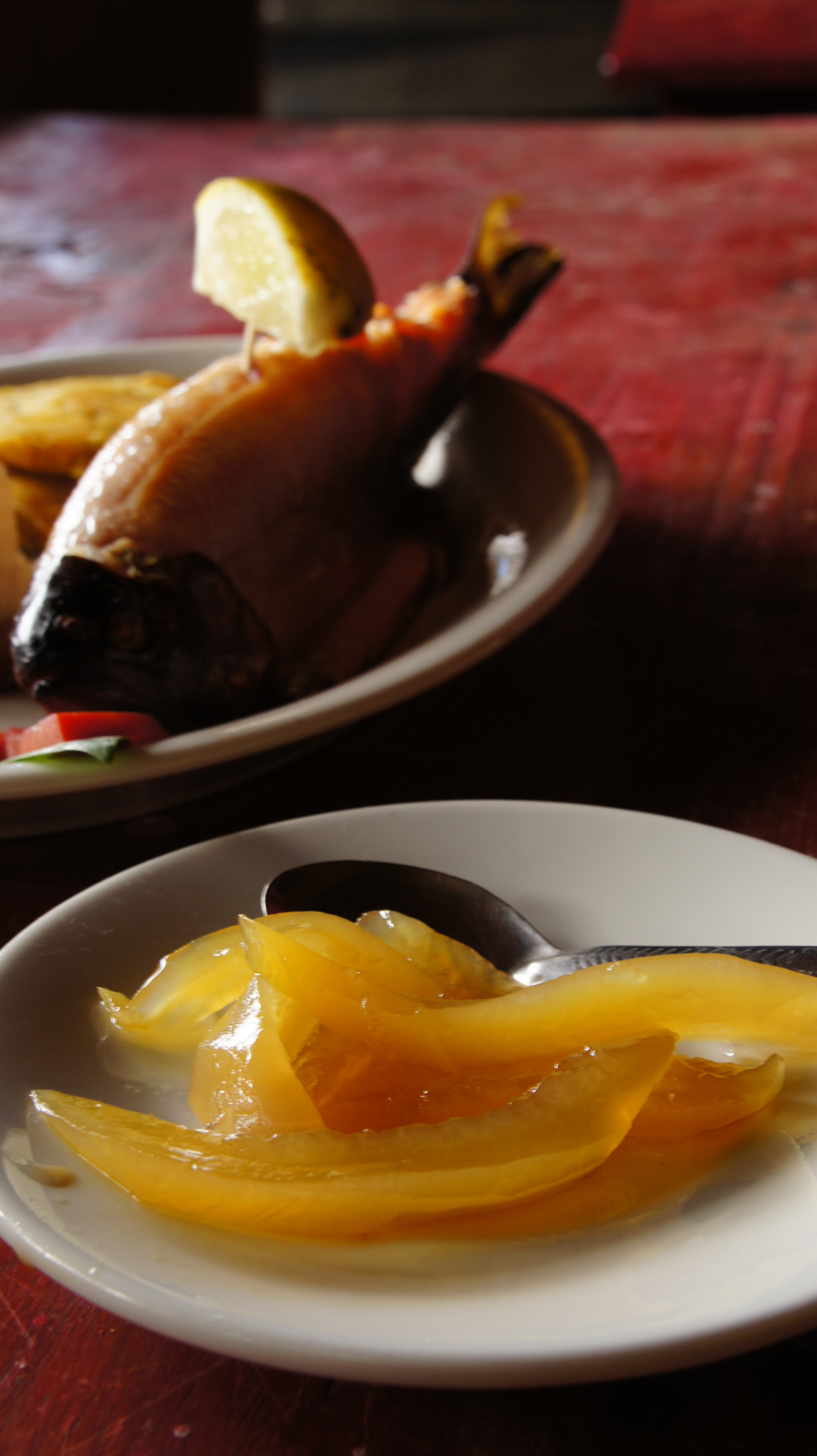
Dolç de papayuela